# Richard Covey
Richard Oswalt Covey (Fayetteville, 1 augustus 1946) is een voormalig Amerikaans ruimtevaarder. Covey zijn eerste ruimtevlucht was STS-51-I met de spaceshuttle Discovery en vond plaats op 27 augustus 1985. Tijdens de missie werden drie communicatiesatellieten in een baan rond de Aarde gebracht.
In totaal heeft Covey vier ruimtevluchten op zijn naam staan, waaronder een missie naar de Ruimtetelescoop Hubble. In 1994 verliet hij NASA en ging hij als astronaut met pensioen.